# Dundee (Florida)
Dundee ist eine Stadt im Polk County im US-Bundesstaat Florida.  Das U.S. Census Bureau hat bei der Volkszählung 2020 eine Einwohnerzahl von 5.235 ermittelt. 

## Geographie
Dundee grenzt im Norden direkt an Lake Hamilton und liegt rund 20 km nordöstlich von Bartow sowie etwa 60 km südwestlich von Orlando.

## Demographische Daten
Laut der Volkszählung 2010 verteilten sich die damaligen 3717 Einwohner auf 2008 Haushalte. Die Bevölkerungsdichte lag bei 364,4 Einw./km². 60,6 % der Bevölkerung bezeichneten sich als Weiße, 25,2 % als Afroamerikaner, 0,6 % als Indianer und 1,7 % als Asian Americans. 8,5 % gaben die Angehörigkeit zu einer anderen Ethnie und 3,4 % zu mehreren Ethnien an. 21,3 % der Bevölkerung bestand aus Hispanics oder Latinos.
Im Jahr 2010 lebten in 34,7 % aller Haushalte Kinder unter 18 Jahren sowie 34,2 % aller Haushalte Personen mit mindestens 65 Jahren. 69,9 % der Haushalte waren Familienhaushalte (bestehend aus verheirateten Paaren mit oder ohne Nachkommen bzw. einem Elternteil mit Nachkomme). Die durchschnittliche Größe eines Haushalts lag bei 2,73 Personen und die durchschnittliche Familiengröße bei 3,27 Personen.
28,4 % der Bevölkerung waren jünger als 20 Jahre, 24,1 % waren 20 bis 39 Jahre alt, 24,4 % waren 40 bis 59 Jahre alt und 23,2 % waren mindestens 60 Jahre alt. Das mittlere Alter betrug 38 Jahre. 49,5 % der Bevölkerung waren männlich und 50,5 % weiblich.
Das durchschnittliche Jahreseinkommen lag bei 40.596 $, dabei lebten 22,1 % der Bevölkerung unter der Armutsgrenze.
Im Jahr 2000 war englisch die Muttersprache von 91,03 % der Bevölkerung und spanisch sprachen 8,97 %.

## Sehenswürdigkeiten
Am 30. Juli 2001 wurde das Old Dundee Atlantic Coast Line Railroad Depot in das National Register of Historic Places eingetragen.

## Verkehr
Dundee wird vom U.S. Highway 27 (SR 25) sowie von den Florida State Roads 17 und 542 durchquert. Der nächste Flughafen ist der Orlando International Airport (rund 75 km nordöstlich).

## Persönlichkeiten
- Derwin James (* 1996), American-Football-Spieler